# Palazzo Donnaregina

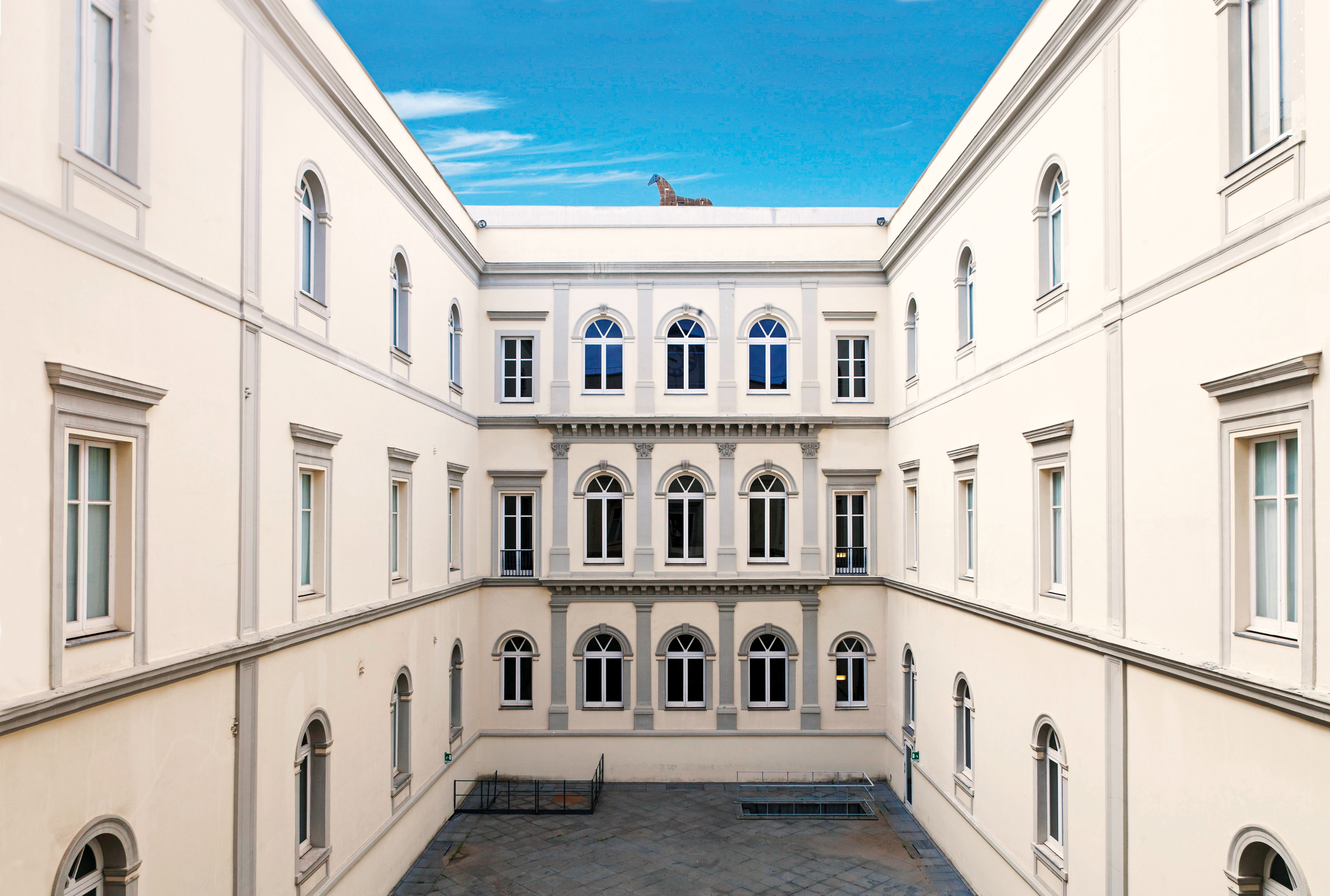
Palazzo Donnaregina in Neapel: Innenhof

Der Palazzo Donnaregina ist ein Palast aus dem 19. Jahrhundert im Viertel San Lorenzo in Neapel in der italienischen Region Kampanien. Er liegt in der Via Luigi Settembrini, 79.
Der dreistöckige, barocke Palast gilt als von großer architektonischer Bedeutung. 2005 wurde die Restaurierung unter der Leitung von Álvaro Siza Vieira abgeschlossen. Seitdem beherbergt der Palast das MADRE (Museo d’Arte Contemporanea Donna Regina).